# Polypedilum longisetum
Polypedilum longisetum är en tvåvingeart som beskrevs av Moubayed 1992. Polypedilum longisetum ingår i släktet Polypedilum och familjen fjädermyggor.
Artens utbredningsområde är Libanon. Inga underarter finns listade i Catalogue of Life.